# Журден, Анри
Анри Журден (фр. Henri Jourdain; 30 ноября 1864, Париж — 5 августа 1931, Париж) — французский художник, скульптор, дизайнер и иллюстратор.

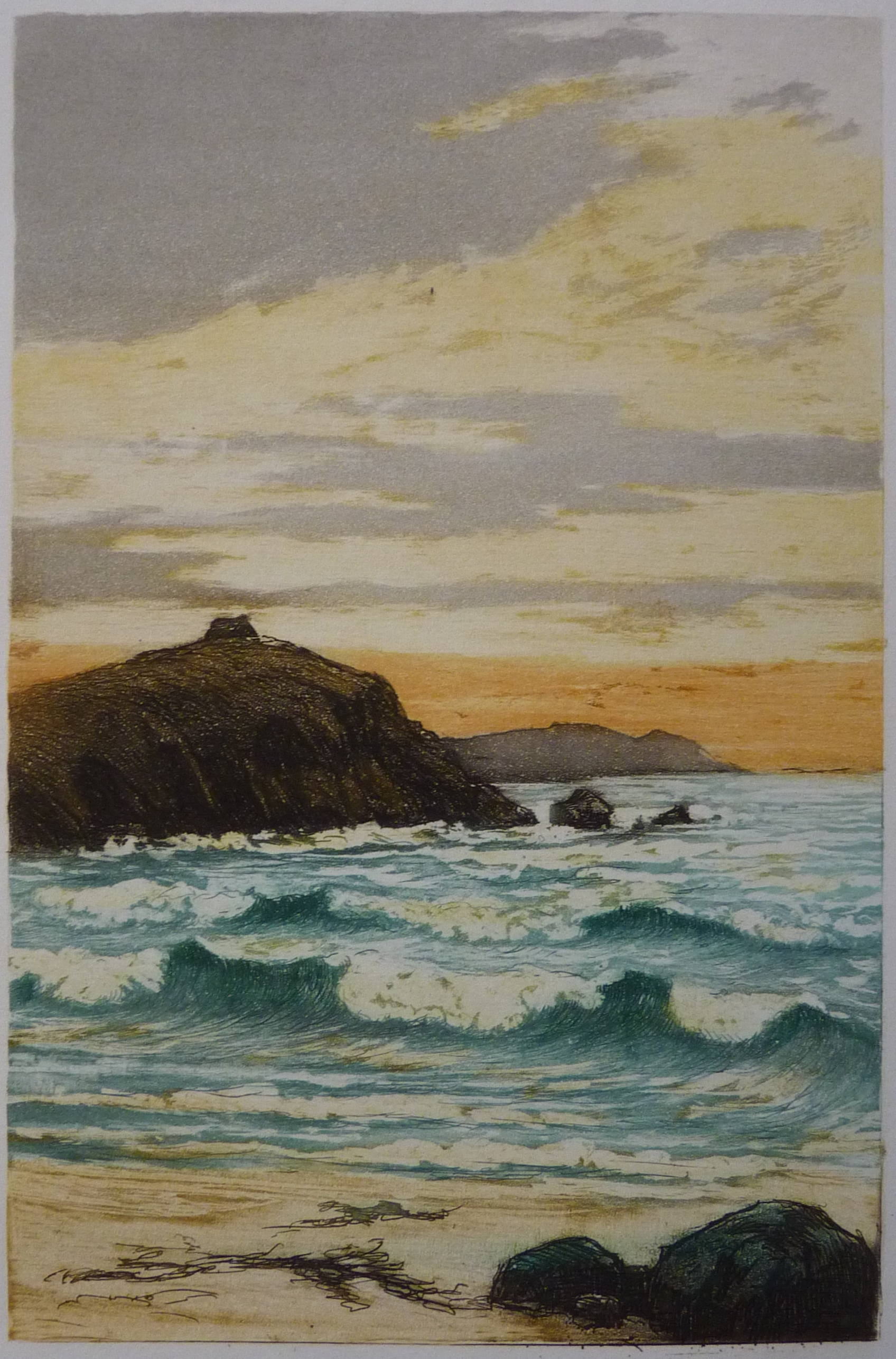
Иллюстрация к произведениям Густава Флобера

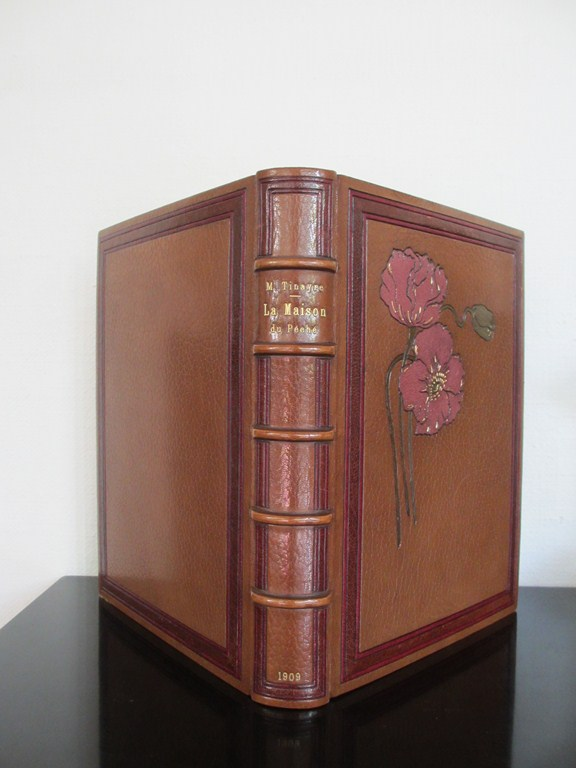
Издание «Дом греха» Marcelle Tinayre, оформление и иллюстрации Анри Журдена

## Биография
В раннем детстве у юного Анри Журдена проявились незаурядные художественные наклонности и необычайный талант с каллиграфической точностью воспроизводить окружающую действительность. В конце XIX века, будучи совсем молодым начинающим художником, начал участвовать в различных художественных выставках, устраиваемых парижским бомондом. Анри Журден — участник Национального Салона изящных искусств и Салона французских художников в Париже, на которых он выставлял свои живописные и скульптурные работы. Именно на этих выставках Журдену удалось обзавестись необходимыми связями, сыгравшими в дальнейшем важную роль в карьере художника.
На становление и развитие творчества художника заметное влияние оказало знакомство с участниками группы Четыре кота (Пикассо Пабло, Рикардо Описсо, Мария Долорес и другими представителями «прекрасной эпохи») после того как они перебрались из Барселоны в Париж.
Пожалуй, самым значительным событием в жизни Анри Журдена стало его знакомство с известным меценатом и поклонником импрессионизма Жоржем Пети, обратившем своё внимание на молодое дарование. В дальнейшем в течение почти 20 лет Анри будет выполнять его многочисленные заказы.
Следующей вехой жизни художника по праву считается его появление в конце 1920-х годов в Парижском Обществе офорта. Общество существовало с 1928 по 1950 годы. Оно было создано североамериканским предпринимателем и любителем искусства Сидни Лукасом (Sidney Z. Lucas), прибывшим во Францию в поисках талантливых художников для изготовления офортов. Одним из них и стал Анри Журден. Работы, выполненные по заказу этого общества, помечались номограммой «SZL».
Анри Журден скончался в возрасте 66 лет, оставив значительное художественное наследие. После его смерти некоторые работы хранились в семье Рикардо Описсо, с которым Журдена связывали дружеские отношения.

## Художник

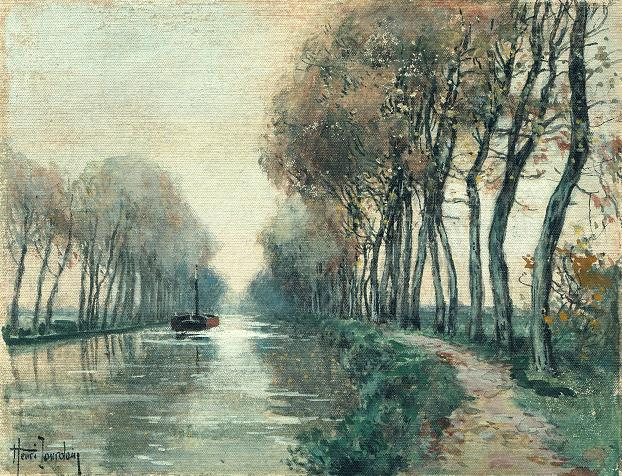
Миниатюра «Канал осенью». Смешанная техника, холст, 1890

Известность как художнику Журдену принесли его акварели и рисунки, большинство из которых — мастерски выполненные осенние пейзажи. Менее известны его скульптурные произведения, которые он выполнял, как правило, по частным заказам. В своих работах художник умело использовал смешанные техники рисования. В одной работе сочетались элементы, выполненные акварелью, карандашом, тушью и т. д. Произведения художника отличаются тщательной прорисовкой деталей, что особенно заметно в его художественных миниатюрах, выполненных на холсте. Анри Журден считается признанным мастером речного пейзажа.
Это была его излюбленная художественная тема, которую он разрабатывал в течение всей своей жизни. Художнику было свойственно многократное изображение одного и того же сюжета. Он пытался передать все нюансы настроения, присущие различным временам года. Наиболее распространены в его работах осенние речные пейзажи. Приглушённые тона, характерные для его работ, точно воссоздают эмоции осеннего сентиментального настроения.

## Иллюстратор
Мастерство Анри Журдена как иллюстратора привлекло внимание французских издателей художественной литературы.
Одним из первых опытов книжной иллюстрации был заказ «Обществом книги и искусства» на художественное оформление популярного романа французской писательницы Marcelle Tinayre «Дом Греха». Книга была отпечатана национальной типографией в 1909 году.
Вероятно, заказ был получен не без посредничества Жоржа Пети. Это был не рядовой серийный выпуск очередного художественного произведения, а роскошно иллюстрированное, подарочное эксклюзивное издание тиражом всего 150 экземпляров. Без высокого покровительства такое едва ли могло случиться. Тем не менее Анри блестяще выполнил свою работу. В настоящее время известно всего о 99 сохранившихся экземплярах этого издания.
Первая мировая война негативно сказалась на культурной жизни Франции, да и всей Европы в целом. Как следствие — застой в творчестве самого Анри Журдена как иллюстратора художественной литературы. Лишь в 20-е годы он возобновил своё сотрудничество с французскими издательствами.
Среди прочего ему принадлежат иллюстрации к произведениям Рене Шатобриана, в частности «Monsieur de Lourdines», роману «Мадам Бовари» Гюстава Флобера (Анри Журден выполнил 53 оригинальных цветных офорта) и «Письма с моей мельницы» Альфонса Доде..
Заметным событием в культурной жизни Франции и в жизни самого Журдена стал заказ на создание иллюстраций к популярному роману Доминик (Dominique) французского писателя — романтика и художника Эжена Фромантена. Книга, иллюстрированная Анри Журденом, вышла в свет в 1931 году в парижском издательстве «L. CARTERET EDITEUR». Для него художник выполнил 38 иллюстраций — оригинальных цветных офорта на дорогой бумаге, а также один фронтиспис. Роскошно оформленное (для некоторых листов использовался пергамент), в дорогом футляре, к тому же выпущенное ограниченным тиражом в 200 экземпляров, данное издание было по заслугам оценено французскими художественными критиками. Судьба сложилась так, что выход в свет этого издания совпал со смертью художника.
В последнее время наблюдается всплеск интереса к творчеству Анри Журдена, о чём свидетельствует рост количества и стоимость его работ, выставляемых на различных художественных аукционах.

## Галерея

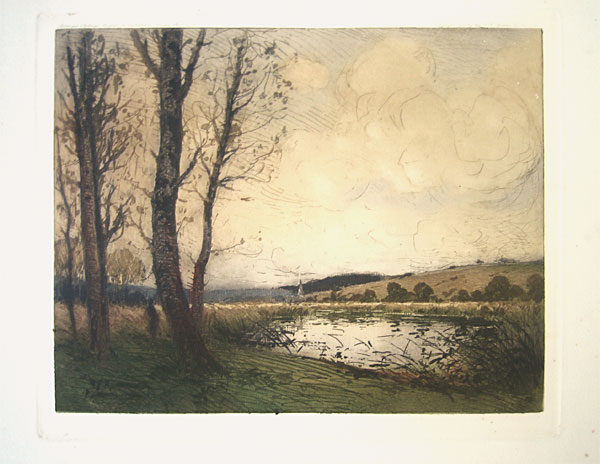
Пейзаж с рекой. 1919 г.
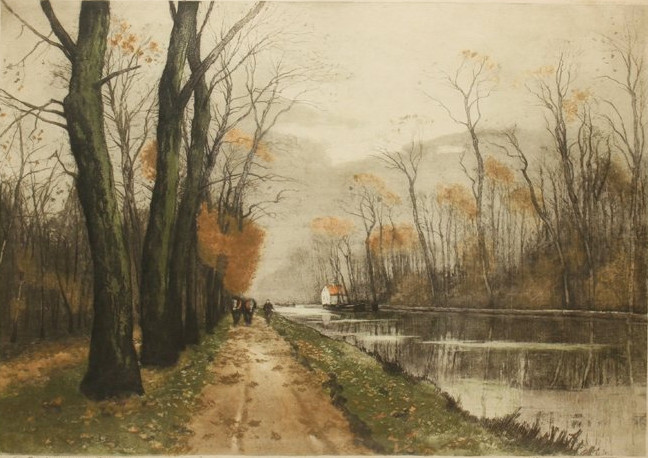
«Канал осенью». Первая четверть XX века
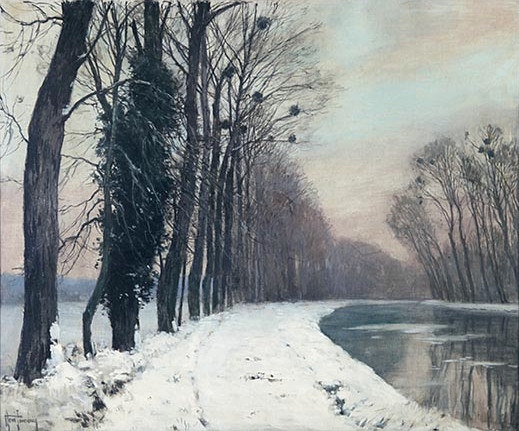
«Канал зимой». Первая четверть XX века
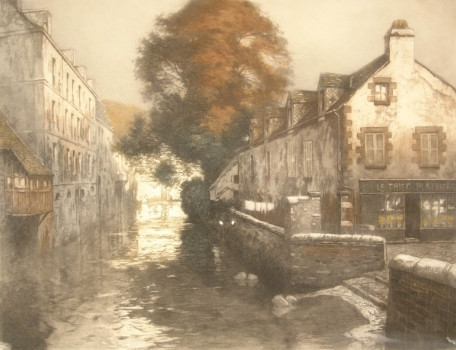
«Кемперле». Первая четверть XX века
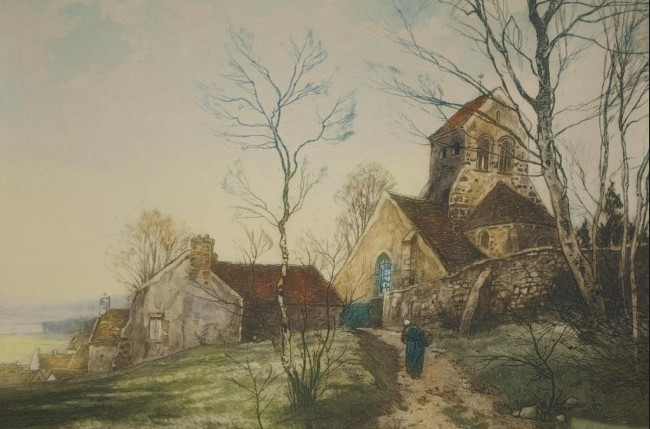
«Дорога к храму». Первая четверть XX века